# Adam FitzRoy
Adam FitzRoy (entre 1303 et 1310 – 18 septembre 1322) est le seul fils illégitime connu du roi d'Angleterre Édouard II. 

## Biographie
L'identité de la mère d'Adam FitzRoy est inconnue. Peut-être s'agit-il d'une dame de la retenue de la reine Marguerite, la belle-mère d'Édouard II. Ceci placerait la naissance d'Adam FitzRoy avant 1307, date à laquelle Édouard II monte sur le trône d'Angleterre. Il est mentionné pour la toute première fois dans les annales lorsqu'il accompagne à l'été 1322 son père au cours d'une campagne militaire contre l'Écosse. Il est alors désigné comme Ade filio domini Regis bastardo (« Adam, fils bâtard du seigneur roi ») dans le relevé de la garde-robe d'Édouard. 
Le 6 juin 1322, Adam FitzRoy reçoit à York une somme de 13 livres afin de s'acheter un équipement en préparation à la campagne en Écosse. Il est cependant possible que cette somme ait plutôt été versée à son maître d'armes Hugh Chastilloun. Il se rend ensuite avec l'armée royale à Newcastle upon Tyne, puis se trouve à Musselburgh le 19 août. Il meurt de causes inconnues, vraisemblablement de dysenterie, au cours de la retraite anglaise, le 18 septembre 1322. Adam FitzRoy est enterré à Tynemouth le 30 septembre 1322. Son père ne peut assister à la cérémonie, mais lui paie un habit de soie afin qu'il en soit vêtu dans sa tombe.